# Sterzen
Sterzen je naselje občine Lesna dolina v okraju Šmohor na Koroškem v Avstriji.